# Liste der Monuments historiques in Banogne-Recouvrance
Die Liste der Monuments historiques in Banogne-Recouvrance führt die Monuments historiques in der französischen Gemeinde Banogne-Recouvrance auf.

## Liste der Objekte
| Bezeichnung               | Beschreibung                                                | Standort                               | Kennzeichnung | Schutzstatus | Datum | Bild |
| ------------------------- | ----------------------------------------------------------- | -------------------------------------- | ------------- | ------------ | ----- | ---- |
| Skulptur Madonna mit Kind | sogenannte Notre-Dame de Recouvrance; Holz, 18. Jahrhundert | Banogne, in der Kirche St-Simon (Lage) | PM08001302    | Inscrit      | 2012  |      |
| Skulptur Heiliger Simon   | Holz, farbig gefasst, 16. oder 17. Jahrhundert              | Banogne, in der Kirche St-Simon (Lage) | PM08001303    | Inscrit      | 2012  |      |